# Гіпнофобія
Гіпнофо́бія (від грец. ύπνος — сон) або ж сомніфо́бія — будь-який патологічний, нав'язливий страх заснути; боязнь бути у стані сну, викликані хворобливими причинами, такими як ірраціональні побоювання, загроза голосів у голові, повторення кошмарів, припадку, зупинки дихання, порушення ковтання. Однією із причин є також побоювання померти уві сні. Як правило, гіпнофобією страждають переважно діти.

## Приклади
Один із видів гіпнофобії гарно продемонстрований у циклі фільмів «Жах на вулиці В'язів», де підлітки доводять себе до цілковитого виснаження через страх бути убитими істотою-маніяком Фредді Крюгером, який з'являється уві сні.

## Симптоми
Гіпнофобія, як правило, супроводжується численними симптомами і різко негативним впливом на організм. Симптоми цієї фобії виражаються в необґрунтованому відчутті тривоги та занепокоєння навіть при самій думці про наближення сну, прискореному диханні, пітливості, сухості в роті, нервовому тремтінні, порушенні серцевого ритму, нудоті; з'являється відчуття, що в кімнаті є хтось ще, можуть ставатися напади паніки.
Симптоми можуть відрізнятися для різних пацієнтів. Є безліч ліків, що відпускаються за рецептом, але побічні ефекти можуть бути дуже серйозними. Рецептурні препарати не лікують цю хворобу, але тільки тимчасово пригнічують симптоми.

## Діагноз
Причини гіпнофобії повністю не встановлені. Багато пацієнтів, які повідомляють про наявність цієї фобії, стверджують, що джерелом є повторювані кошмари; гіпнофобія також може свідчити про наявність клінічної депресії або тривожного розладу. Вона також може бути викликана травматичним досвідом (наприклад, автомобільна аварія, пожежа, землетрус чи інше стихійне лихо). Пацієнти можуть також стати гіпнофобами після травматичної події, наприклад, заснув під час паління і прокинувся уже у вогні.

## Лікування
Ключ до лікування полягає в тому, що б зменшити тривожність, яка і є рушійною силою всіх страхів. Крім численних таблеток, деякі психологи радять скористатися технікою медитації або зайнятися йогою. Якщо хворий відчуває страх через те, що не відчуває себе в безпеці, рекомендується, щоб поруч з ним хтось перебував (якщо людина самотня, то це може бути собака чи кіт).